# Lathriobates
Lathriobates is een geslacht van wantsen uit de familie van de Gerridae (schaatsenrijders). Het geslacht werd voor het eerst wetenschappelijk beschreven door John T. Polhemus in 2004.

## Soorten
Het genus bevat de volgende soorten:

- Lathriobates johorensis (J. Polhemus & D. Polhemus, 1995)
- Lathriobates manohardasi Chandra & Jehamalar, 2012
- Lathriobates obscurus (Miyamoto, 1967)
- Lathriobates raja (Distant, 1910)
- Lathriobates rufus (J. Polhemus & D. Polhemus, 1995)